# Brobergen
Brobergen (Nedersaksisch: Brobargen) is een dorp in de Duitse deelstaat Nedersaksen en maakt deel uit van het district Stade. Het dorp heeft een oppervlakte van 6,06 km² en telde 226 inwoners (31 december 2003). Brobergen was tot 1972 een zelfstandige gemeente en maakt nu deel uit van de gemeente Kranenburg. Brobergen werd in 1286 voor de eerste maal schriftelijk vermeld als Brocberge.
Zie voor meer gegevens onder Kranenburg (Oste).
|  |